# Bombylius fraudator
Bombylius fraudator är en tvåvingeart som beskrevs av David John Greathead 1991.
Bombylius fraudator ingår i släktet Bombylius och familjen svävflugor. Artens utbredningsområde är Burundi. Inga underarter finns listade i Catalogue of Life.